# Qingyang (häradshuvudort i Kina)
Qingyang (kinesiska: 清洋, 清洋街道, 福山, 福山区) är en häradshuvudort i Kina. Den ligger i provinsen Shandong, i den östra delen av landet, omkring 390 kilometer öster om provinshuvudstaden Jinan. Antalet invånare är 65 622.
Runt Qingyang är det tätbefolkat, med 982 invånare per kvadratkilometer. Närmaste större samhälle är Huanghai, 16,1 km öster om Qingyang. Trakten runt Qingyang består till största delen av jordbruksmark.
Genomsnittlig årsnederbörd är 748 millimeter. Den regnigaste månaden är juli, med i genomsnitt 264 mm nederbörd, och den torraste är februari, med 12 mm nederbörd.